# Рильський монастир (природний парк)
Природний парк «Рильський монастир» (болг. Природен парк „Рилски манастир“) — один із найбільших природних парків у Болгарії (його площа становить 252,535 км²), розташований в общині Рила, Кюстендильська область. Парк включає ліси, гірські луки. Він є другим за відвідуваністю природним парком Болгарії, після парку Вітоша.

## Історія парку
Природний парк «Рильський монастир» було створено 1992 року як природоохоронну територію в межах Рильського національного парку. У 2000 році його було виокремлено із території національного парку, щоб дозволити Рильському монастирю відновити своє право на володіння частиною цих земель (національними парками володіє тільки держава). Найбільша частина парку перебуває у володіннях монастиря.
На території парку виділено природний заповідник «Риломонастирська гора» (площа 36,65 км²). Найвищою точкою парку є гора Рилец (2713 м).